# Економіка Макао
Факторами розвитку економіки Макао (Аоминя) є:
- азартні ігри
- розвиток легкої і харчової промисловості;
- досить добре розвинутий міжнародний туризм і сфера послуг;
- «офшорна зона»;
- розвиток радіоелектроніки і оптики.

Після приєднання Макао в 1999 році до КНР, ВВП країни збільшилося на декілька млрд доларів, лише від ігрового бізнесу прибуток склав $2 млрд. $.
| Земля | Це незавершена стаття з географії. Ви можете допомогти проєкту, виправивши або дописавши її. |